# توبیاس ویل
توبیاس وِیل (به انگلیسی: Tobias Whale) یک شخصیت خیالی ابرشرور در کتاب‌های کامیک آمریکایی منتشر شده توسط دی‌سی کامیکس است که اغلب به عنوان دشمن شخصیت ابرقهرمان بلک لایتنینگ تصویر می‌شود. این شخصیت توسط تونی ایزابلا و ترور فون ایدن خلق شده‌است؛ که برای اولین بار در شمارهٔ ۱ بلک لایتنینگ (آوریل ۱۹۷۷) حضور پیدا کرد. او رهبر گروه جنایتکار ۱۰۰ است و در کنار پیروانش با بتمن، تیم ابرقهرمانی آوت‌سایدرز و همچنین ثورن مبارزه کرده است.
ماروین «کراندون» جونز ۳ هنرپیشه و رپر آمریکایی نقش توبیاس وِیل را به عنوان هماورد اصلی نخستین فصل در مجموعه تلویزیونی بلک لایتنینگ ایفا کرده است.